# Sprengstoffanschlag in Kabul am 3. August 2021
Beim Sprengstoffanschlag in Kabul 2021 wurden 13 Menschen (darunter 5 Angreifer) getötet und rund 20 verletzt. Der Anschlag ereignete sich in einem gut gesicherten Bereich, wo sich mehrere Regierungsgebäude befanden.
Zunächst detonierte eine Autobombe in der Nähe des Hauses, wo der afghanische Verteidigungsminister Bismillah Khan Mohammadi mit mehreren Politikern über eine Gegenoffensive im Zuge des Vormarsches der Taliban beriet. Danach stürmten bewaffnete Männer ein Gebäude des afghanischen Verteidigungsministers und verschanzten sich dort. Alle Angreifer wurden durch die Polizei getötet. Bei dem Anschlag wurden unter anderem drei Leibwächter, jedoch nicht Mohammadi verletzt.
Die Taliban reklamierten den Anschlag für sich und bezeichneten ihn als Racheakt.